# VIP

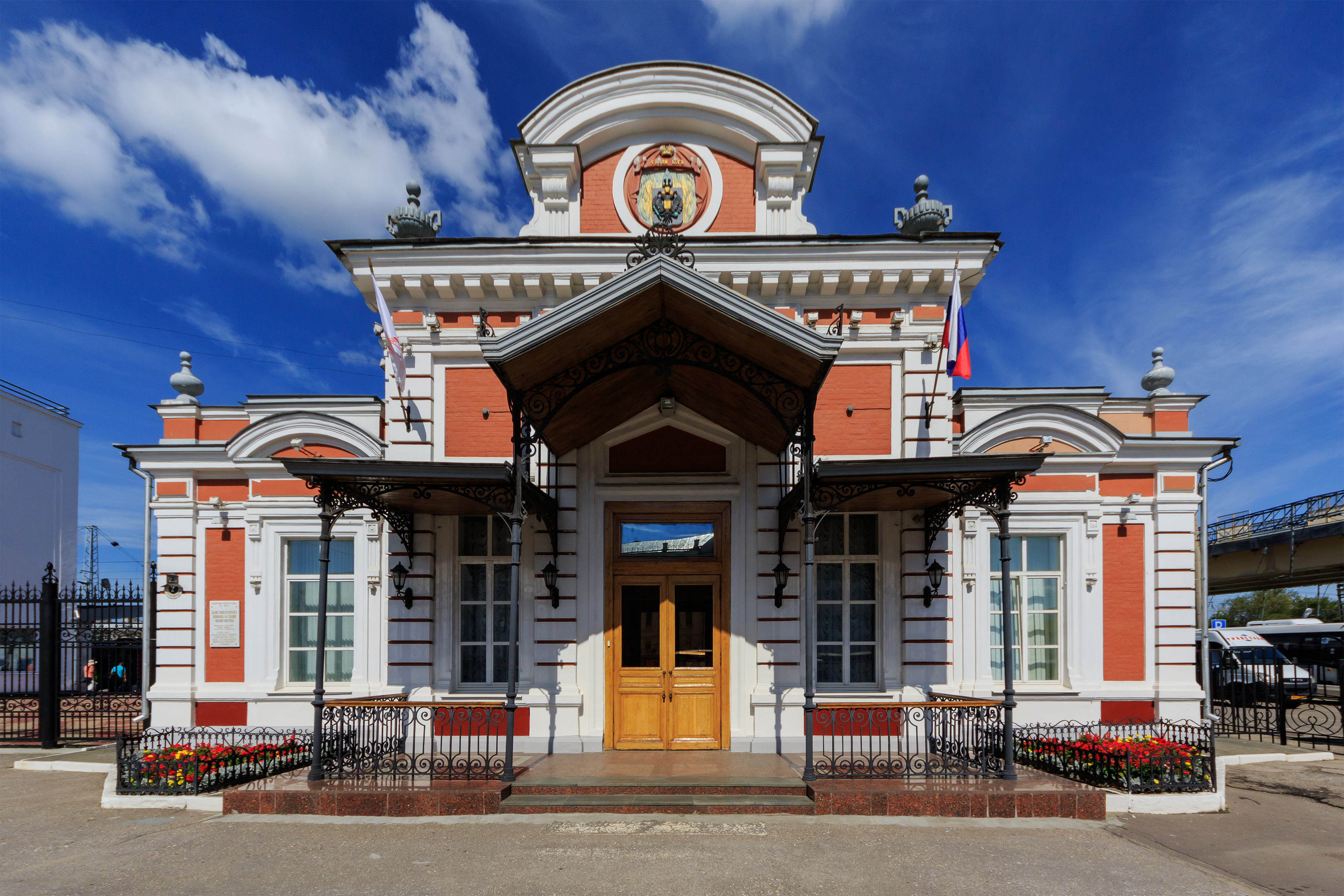
O "Salão VIP" (anteriormente o Pavilhão Imperial) na principal estação de trem em Nijni Novgorod, Rússia

Uma pessoa muito importante (em inglês:  very important person) (VIP ou V.I.P.) é aquela que recebe privilégios especiais devido ao seu alto status social, influência ou importância. O termo não era comum até algum tempo após a Segunda Guerra Mundial por pilotos da RAF.
Os exemplos incluem celebridades, chefes de estado ou chefes de governo, outros políticos, grandes empregadores, apostadores de grandes quantias, executivos de alto nível, banqueiros, economistas, médicos, clérigos, militares, chefes do crime, indivíduos ricos ou qualquer outra pessoa socialmente notável que recebe tratamento especial por qualquer motivo. O tratamento especial geralmente envolve a separação das pessoas comuns e um nível mais alto de conforto ou serviço.
Às vezes, o termo very very important person (VVIP or V.V.I.P.) (pessoa muito, muito importante) também é usado, especialmente com referência a VIPs de alto nível ou poder de compra. É usado especialmente quando qualquer pessoa pode comprar tratamento VIP, para distinguir pessoas com requisitos especialmente altos.